# کیم ته سونگ
کیم ته سونگ (کره‌ای: 김태성؛ زادهٔ ۴ اوت ۱۹۷۴) آهنگساز فیلم و تلویزیون اهل کره جنوبی است. از کارهای آهنگسازی او می‌توان به فیلم‌های جنگ کمان‌ها (۲۰۱۱), دریاسالار: امواج خروشان (۲۰۱۴), ۱۹۸۷: وقتی روز فرا می‌رسد (۲۰۱۷), شغل پرخطر (۲۰۱۹), رفتگرهای فضایی (۲۰۲۱), و مجموعه‌های تلویزیونی زوج اورژانسی (۲۰۱۴) و خاطرات رهایی من (۲۰۲۲) اشاره کرد.

## فیلم‌شناسی
| - کفش‌های قرمز - فصل همایش - جنگ کمان‌ها - سرقت بزرگ - برج - دریاسالار: امواج خروشان - صدای یک گل - برادر مزاحم من - مورد توجه پادشاه - ۱۹۸۷: وقتی روز فرا می‌رسد - جنون سرعت - خواب طلایی - شغل پرخطر - رفتگرهای فضایی | - قلعه آسمان - تماشاگر - دانشکده حقوق - با وجود اینکه می‌دانم - سلول‌های یومی - بازرس کو - شادی - گل برفی - عدالت برای نوجوانان - خاطرات رهایی من |